# 清荒神清澄寺
清荒神清澄寺（きよしこうじんせいちょうじ）は、兵庫県宝塚市にある真言三宝宗の大本山の寺院。山号は蓬莱山。本尊は大日如来。しかし、境内には三宝荒神社もあってこちらの方が著名である。神仏習合の形態が色濃く残っており、このことから「清荒神清澄寺」と呼ばれている。境内には鉄斎美術館がある。

## 歴史
寛平8年（896年）11月18日に宇多天皇の勅願寺として静観僧正により旧清（もときよし）と呼ばれる山の尾根に建てられた。鎮守神として現在地である西の谷の地に三宝荒神社も建立された。宇多天皇より「日本第一清荒神」の称号を下賜され、最盛期には七堂七十二坊の荘厳な伽藍を誇った。
平安時代末期の治承・寿永の乱や戦国時代の有岡城の戦いに巻き込まれて炎上しているが、三宝荒神社は被害を免れている。
江戸時代の安政年間（1855年 - 1860年）には清澄寺本堂が旧清から現在地に移築され、浄界和上によって清澄寺が再興されて伽藍が整えられた。
1947年（昭和22年）に「三宝三福」の教理に基づいて真言三宝宗が開かれ、当寺はその総本山となった。
山内には画家富岡鉄斎の作品を集めた鉄斎美術館「聖光殿」が1975年（昭和50年）に設立された。
近隣地域では、「荒神さん」と呼び慣わされ、かまど神の一種として、ここで受け取ったお札を台所の神棚に祀るなどの信仰が根付いている。門前の緩やかな坂道には、屋台を含め200近い店舗が軒を並べて門前市を形成している。極道から弁護士になったことで話題になった大平光代の更生のきっかけとなった寺としても有名。大平は初めて訪れた日から17年間毎日通ったという。

## 境内
- 本堂 - 江戸時代末期に建立され、安政年間（1855年 - 1860年）に旧清（もときよし）の寺域より移築された。本尊大日如来像、不動明王像、高祖弘法大師像、四天王像を祀る。
- 霊牌堂
- 練行堂
- 鉄斎美術館「聖光殿」 - 1975年（昭和50年）4月開館。
- 十三重石塔
- 龍王滝
- 一願地蔵尊 - 1891年（明治24年）建立。
- 宝稲荷社 - 明治時代建立。
- 池苑 - 池泉回遊式庭園。江戸時代初期の作。
- 鉄斎美術館別館 「史料館」 - 2008年（平成20年）11月に史料館として開館。2018年（平成30年）3月に博物館登録され、鉄斎美術館の別館となった。
- 修行大師像 - 修行中の弘法大師の像。
- 護牛神堂 - 牛頭天王、弘法大師、不動明王を祀る。
- 三宝荒神社
  - 護法堂 - 大勝金剛転輪王（如来荒神）、歓喜童子、弁財天を祀る。
  - 拝殿（天堂） - 三宝荒神王、大聖歓喜天、十一面観世音菩薩他を祀る。
  - 浴油堂
  - 荒神影向の榊 - 護法堂の背後にある。開創の際、荒神がお姿を現されたと伝えられる。この霊験の報告を受けた宇多天皇は大変感銘され、「日本第一清荒神」の称号を下賜された。
  - 眼神祠
  - 龍王堂 - 善女龍王を祀る。
  - 経蔵
  - 納札所
  - 火箸納所
  - 行者洞 - 神変大菩薩（役行者）を祀る。
  - 宝蔵
  - 眷属堂 - 布袋尊を祀る。
  - 鼓楼
  - 鐘楼
- 講堂
- 庫裏
- 春光庵
- 百錬堂
- 山門 - 1907年（明治40年）頃の建立。扁額「蓬莱山」は随心院門跡智満上人の筆。
- 清邦文化会館 - 1971年（昭和46年）春建築。

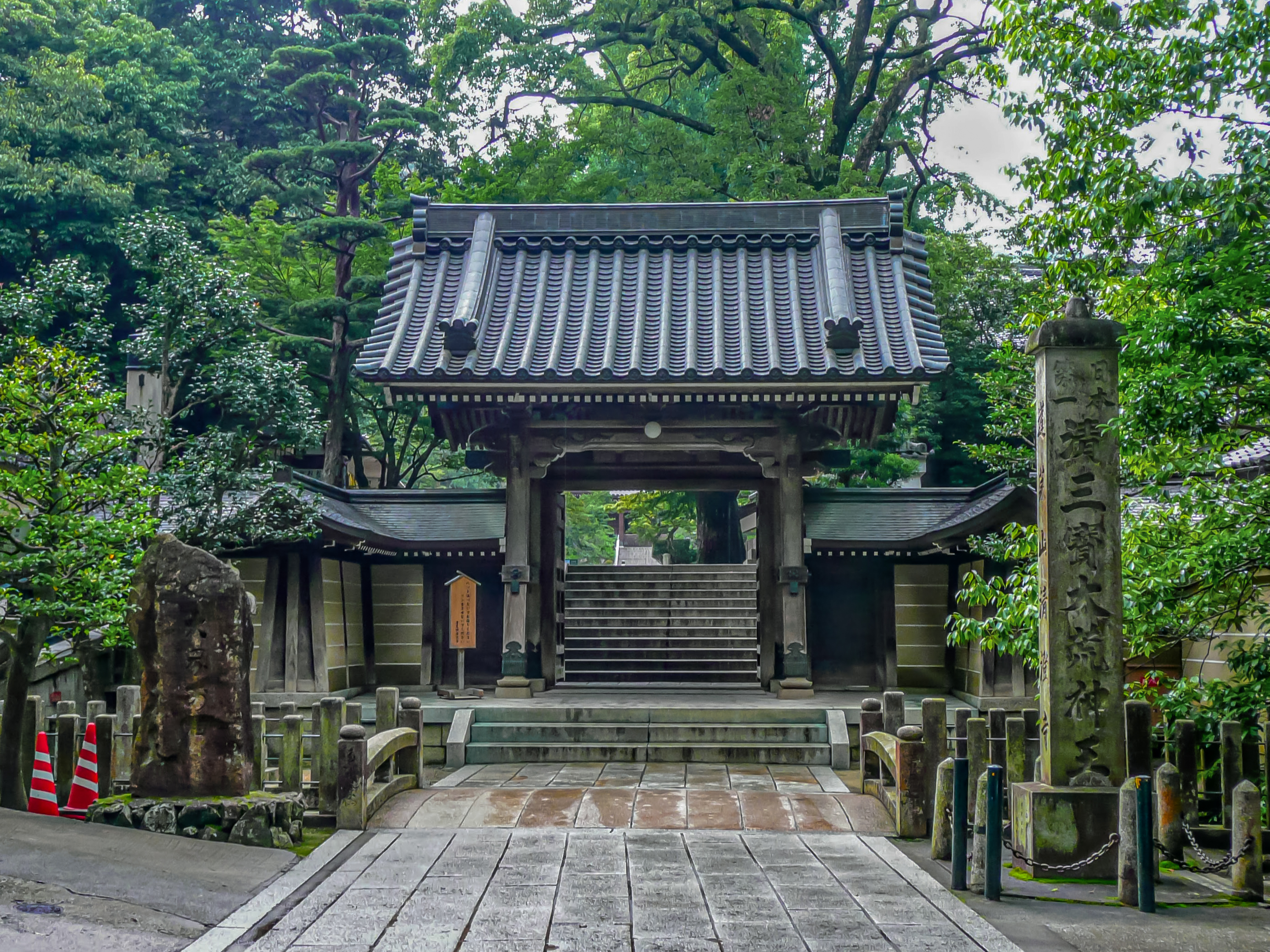
山門
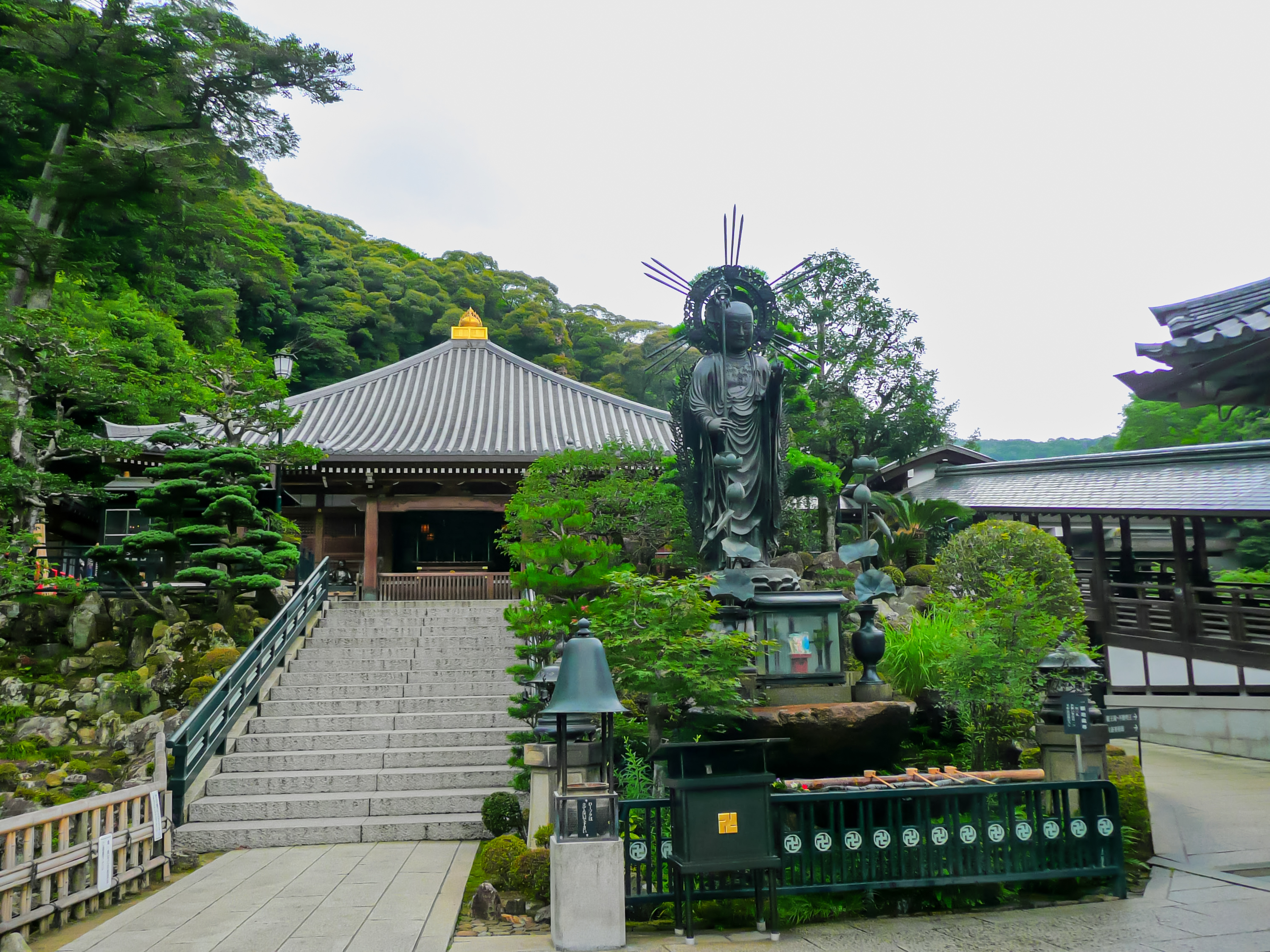
本堂と一願地蔵尊
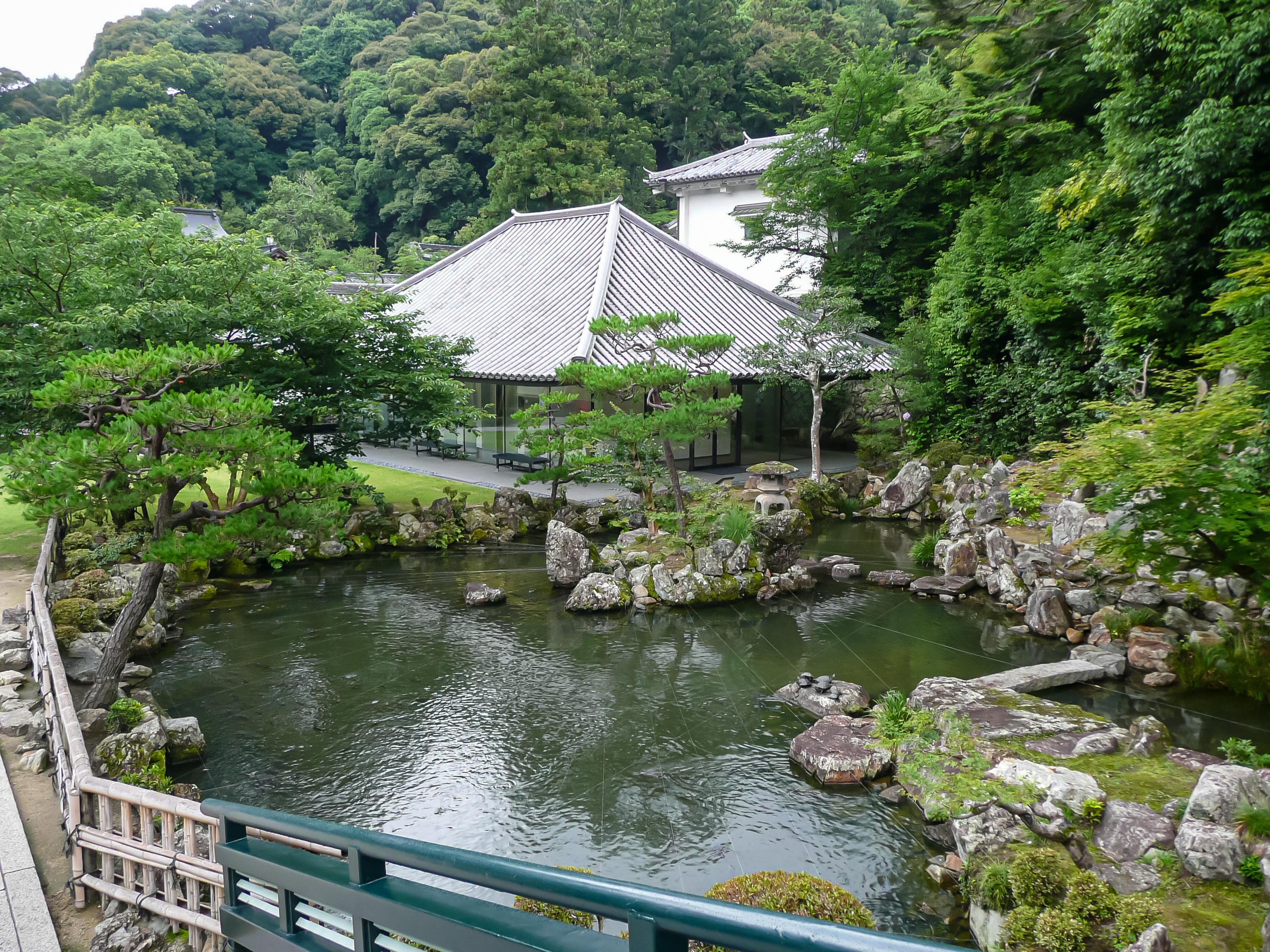
池苑と鉄斎美術館別館（奥）
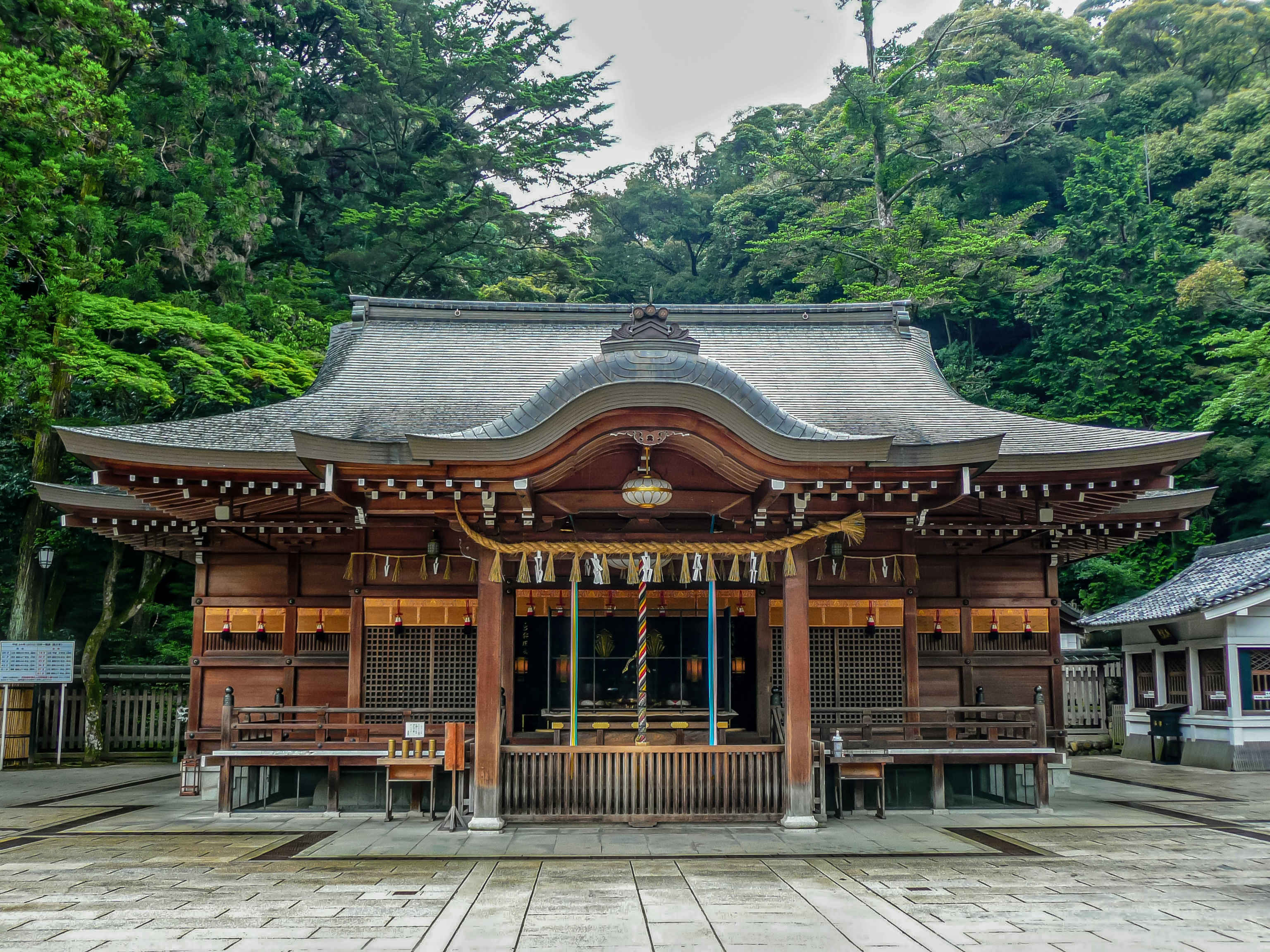
拝殿（天堂）
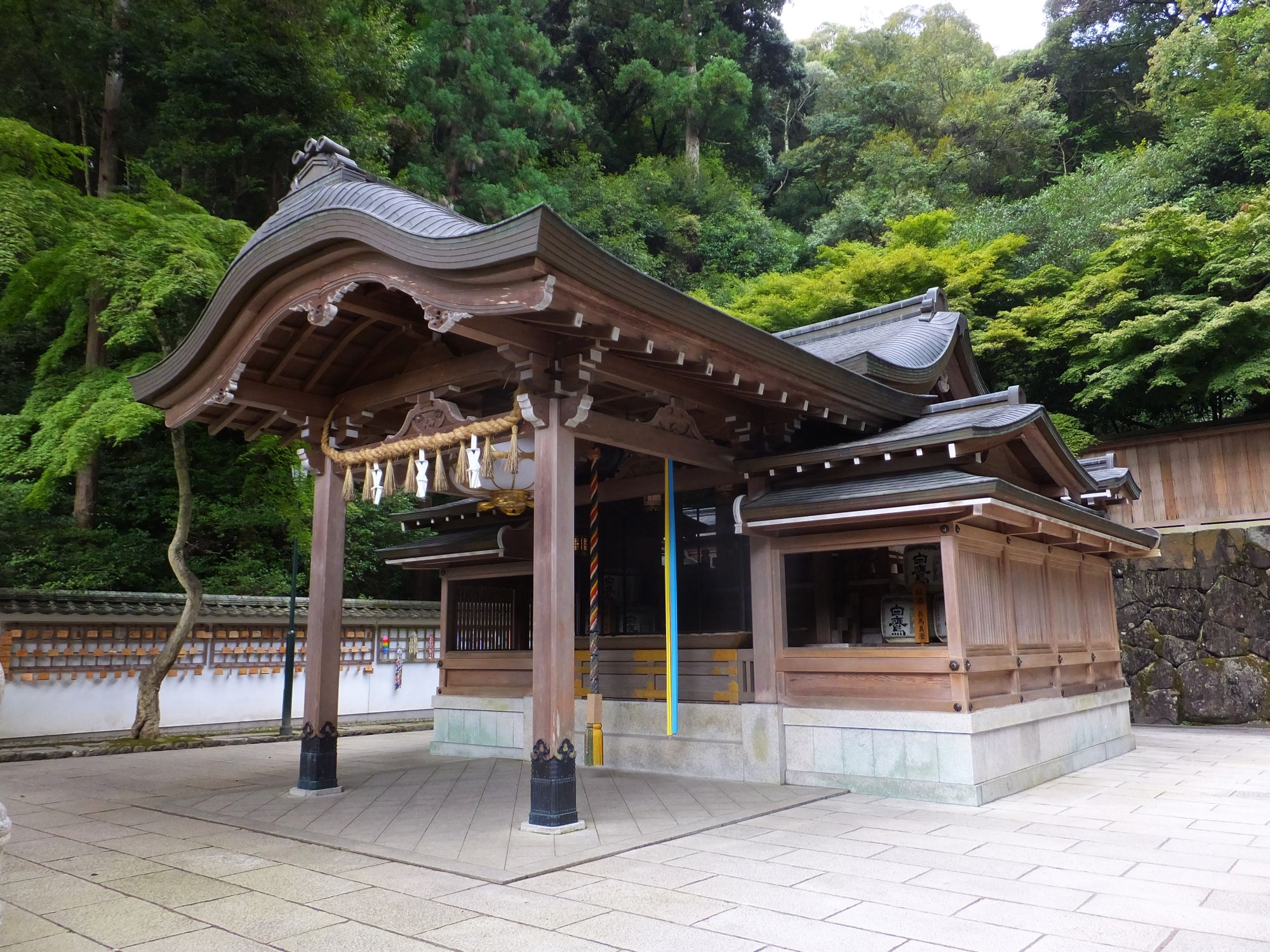
護法堂
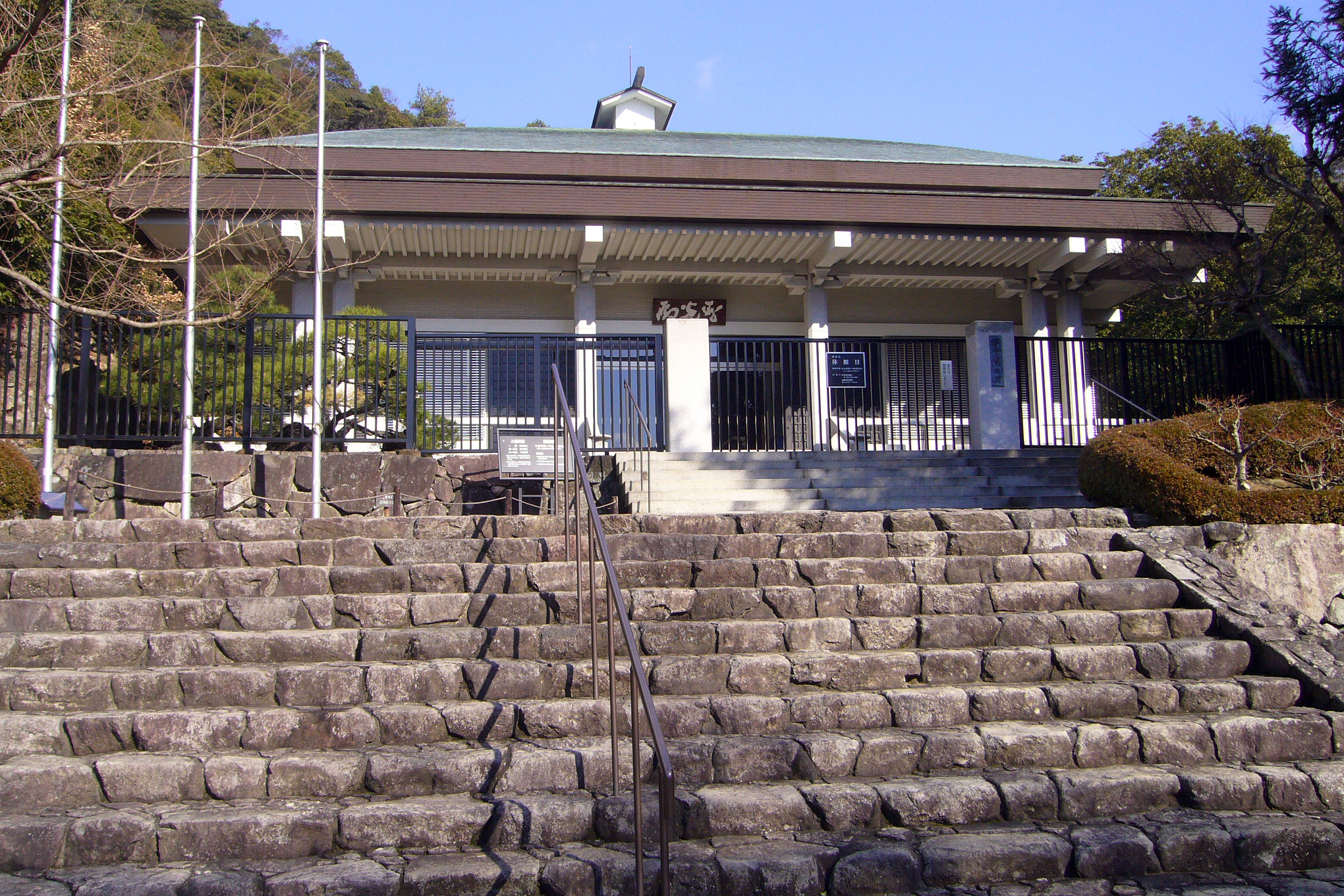
鉄斎美術館「聖光殿」

## 文化財

### 重要文化財
- 木造大日如来坐像
- 絹本着色千手観音菩薩像
- 絹本着色釈迦三尊像 - 良全筆。

### 宝塚市指定有形文化財
- 富士山図 富岡鉄斎筆

### 宝塚市指定天然記念物
- 清荒神清澄寺自然林
- イチョウ 2本

## 前後の札所
真言宗十八本山
2 須磨寺　-　3 清荒神清澄寺　-　4 中山寺
摂津国八十八箇所
71 中山寺（奥の院）　-　72 清荒神清澄寺　-　73 平林寺
役行者霊蹟札所
西国七福神（布袋尊）
神仏霊場巡拝の道
78 播州清水寺　-　79 清荒神清澄寺　-　80 中山寺

## 交通
- 清荒神駅（阪急宝塚本線）徒歩20分（駅前より山門まで、坂道の参道に店舗と露店が約200軒並び、途中に大林寺がある）
- 年末年始と1月の土日祝日は、宝塚駅・歌劇場前より阪急の臨時バスが参道入口（駐車場）まで運行。パークアンドライドのため。
- 駐車場：有り。ただし、大晦日から正月三が日と1月の土日祝日は交通規制がしかれ、周辺は車の乗り入れが出来ないので、宝塚駅近辺の駐車場を利用すること。
- 2009年（平成21年）2月からは、宝塚から清荒神駐車場まで、日曜祝休日に限り6往復運行。